# (10764) Rübezahl
(10764) Rübezahl (1990 TK13) – planetoida z pasa głównego asteroid okrążająca Słońce w ciągu 5,36 lat w średniej odległości 3,06 j.a. Odkryta 12 października 1990 roku.